# Demiurg (czasopismo)
Demiurg – czasopismo wydawane w Warszawie w okresie międzywojennym. Ogółem ukazały się trzy numery pisma, z czego pierwszy został wydany w kwietniu 1934 roku. Redakcję „Demiurga” stanowili Antoni Piotrowski, Bronisław Miazgowski i Włodzimierz Rostowit (prawdopodobnie był to pseudonim Włodzimierza Stępniewskiego).
Grupa skupiona wokół „Demiurga” określała swoją ideę jako „demiurgizm” lub „demiurgiczny słowianizm”. Miała ona charakter racjonalistycznej filozofii pretendującej do miana religii.